# پترو نیشینسکی
پترو نیشینسکی (انگلیسی: Petro Nishchynsky; ۲۱ سپتامبر ۱۸۳۲ – ۱۴ مارس ۱۸۹۶) آهنگساز اهل امپراتوری روسیه بود.